# 13534 Alain-Fournier
13534 Alain-Fournier eller 1991 RZ11 är en asteroid i huvudbältet som upptäcktes den 4 september 1991 av den belgiske astronomen Eric W. Elst vid La Silla-observatoriet. Den är uppkallad efter Alain-Fournier.
Asteroiden har en diameter på ungefär 11 kilometer och den tillhör asteroidgruppen Themis.